# Haliptilon attenuatum
Haliptilon attenuatum (Kützing) Garbary & H.W. Johansen, 1982 é o nome botânico de uma espécie de algas vermelhas pluricelulares do gênero Haliptilon.
- São algas marinhas encontradas no Adriático, na Croácia, Itália e em Marrocos.

## Sinonímia
- Corallina attenuata Kützing, 1857